# NGC 1811
NGC 1811 (również PGC 16811) – galaktyka spiralna (Sa), znajdująca się w gwiazdozbiorze Gołębia. Odkrył ją John Herschel 6 listopada 1834 roku.